# 大条虫
大条虫（だいじょうちゅう、学名：Anoplocephala magna）とは、ウマ、ロバ、シマウマの小腸、まれに胃や直腸に寄生する条虫の1種。体長は3.5-8.0cmであり、中間宿主はササラダニ類である。